# Wąsewo
Wąsewo è un comune rurale polacco del distretto di Ostrów Mazowiecka, nel voivodato della Masovia.
Ricopre una superficie di 119,2 km² e nel 2004 contava 4 626 abitanti.